# 圣加尔西亚登赫尔莫斯
圣加尔西亚登赫尔莫斯，是西班牙卡斯蒂利亚-莱昂阿维拉省的一个市镇。总面积38平方公里，总人口147人（2001年），人口密度4人/平方公里。